# Sort-hvid
|  | For teatret (det tidligere Caféteatret), se Sort/Hvid (teater) |
 Der er for få eller ingen kildehenvisninger i denne artikel, hvilket er et problem. Du kan hjælpe ved at angive troværdige kilder til de påstande, som fremføres i artiklen.

Sort-hvid, ofte forkortet S/H er et begreb, der henviser til en række udtryksformer indenfor billedkunst, hvor der alene anvendes sort, hvid og gråtoner. 
Foto og film blev oprindeligt optaget i sort-hvid, da den daværende teknologi ikke var i stand til at gengive farver. 
Farvefilm var dyre at lave i begyndelsen af 1930'erne, så de fleste film var stadig sort-hvide. Farvefilm som Borte med blæsten fra 1939 og Walt Disneys tegnefilm var undtagelser.
I 1940'erne satte krigsøkonomien grænser for farvefilmens udbredelse. Først i 1950'erne vandt den for alvor frem. Der blev dog fortsat produceret S/H film med baggrund i kunstneriske og/eller økonomiske overvejelser. Eksempler herpå er Alfred Hitchcock Psycho (1960), Svend og Lene Grønlykkes Balladen om Carl-Henning (1969), Francois Truffauts tidlige film som Ung flugt (1959), Jules og Jim (1962) og Silkehud (1963) og Stanley Kubricks "Dr. Strangelove" (1964).
| Kunst | Spire Denne artikel om kunst er en spire som bør udbygges. Du er velkommen til at hjælpe Wikipedia ved at udvide den. |